# سته (گیاه‌شناسی)

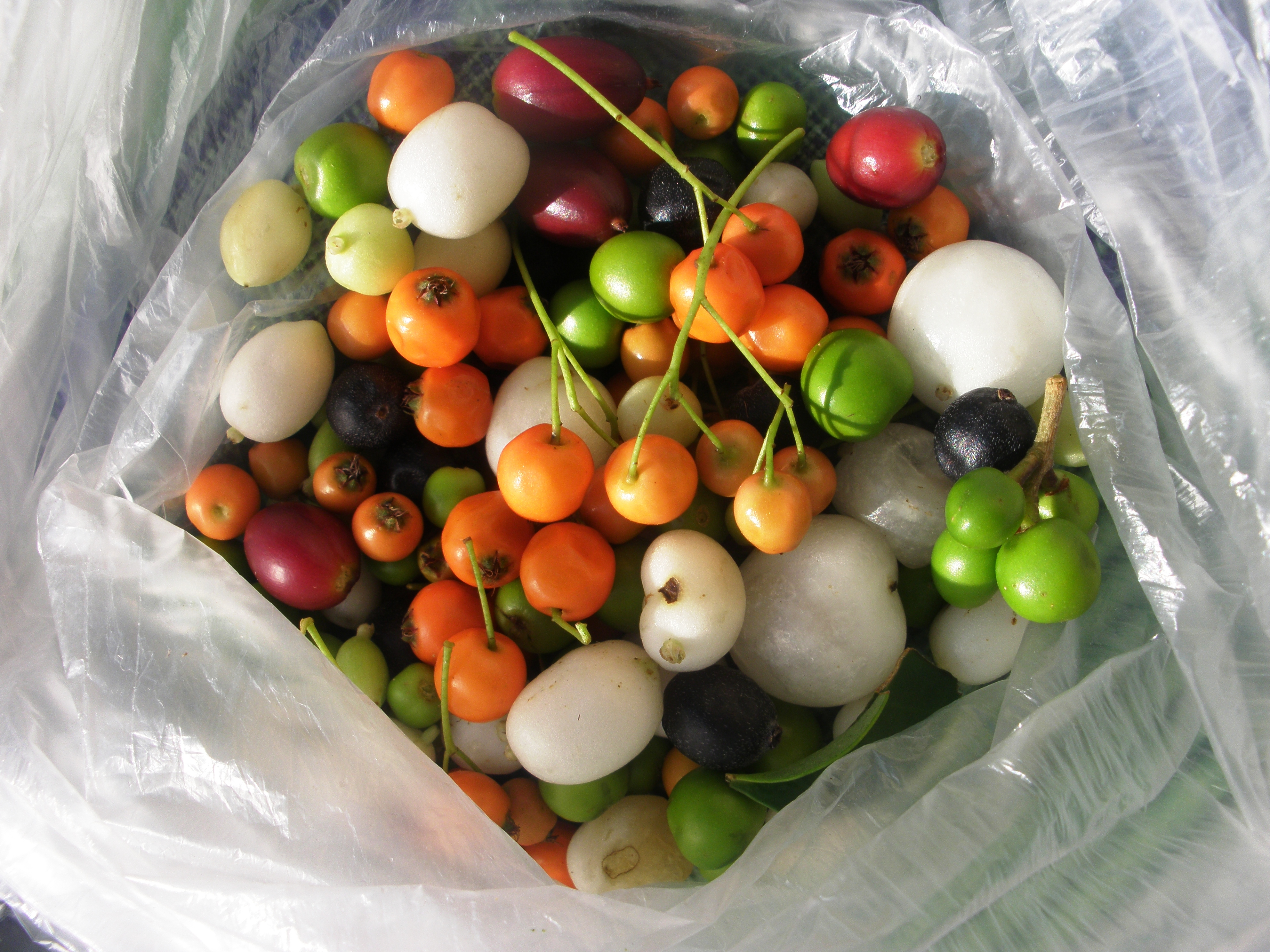
سته (گیاه‌شناسی)

سته میوه‌ای است که میان‌بر آن دارای مواد غذایی بسیار ولی درون‌بر آن نازک است و هسته‌ها در داخل آن پراکنده‌اند.
سته ساده‌ترین میوه‌های گوشتی ناشکوفا بشمار می‌رود و تمام قسمت‌های میان‌بر آن گوشتی گشته و در داخل آن دانه‌ها قرار گرفته‌اند. در این میوه‌ها لایهٔ داخلی آن‌ها سخت و استخوانی می‌گردد و قسمت خارجی دانه را می‌سازد. خرما، انگور، گوجه فرنگی و مرکبات جزو این میوه‌ها بشمار می‌روند. درختی را که بار سته می‌آورد تاک آن سته، ستین یا توتینه (در برخی گویش‌ها توتنه) آن درخت می‌نامند.
هر میوه سته از یک تخمدان به وجود می‌آید و دیواره این تخمدان پس از رسیدن، گوشتی است.
با این تعریف، میوه‌های متنوعی مانند انگور، سیاه گیله، زغال اخته، بلوبری، توتین سسکتون، خرما و خرمالو را سته به‌شمار می‌آورند.

## واژه‌شناسی
سته [سَتَّه / سَتَه] در برهان و جهانگیری به معنی انگور آمده است، ولی در دهخدا بیان شده است که این دو فرهنگ اشتباه کرده‌اند و سته عمومی‌تر از انگور است.